# Thomas-Mann-Haus (Pacific Palisades)

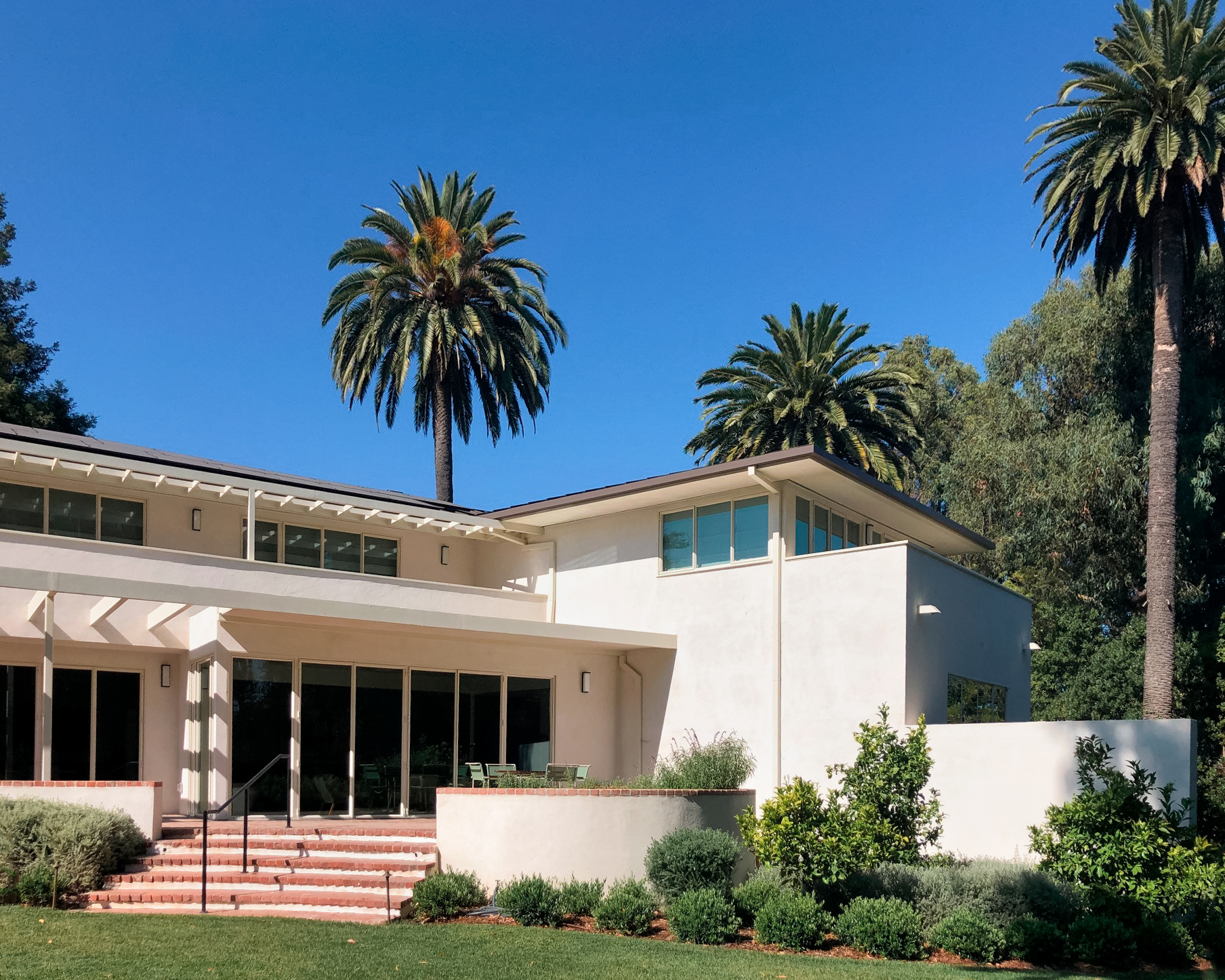
Thomas Mann House, Pacific Palisades, Los Angeles, 2020

Das Thomas-Mann-Haus (offiziell: Thomas Mann House) in Pacific Palisades, Los Angeles, im US-amerikanischen Bundesstaat Kalifornien ist das ehemalige Wohnhaus des Literaturnobelpreisträgers Thomas Mann, der darin mit seiner Familie während seines Exils von 1942 bis 1952 lebte. Das vom Architekten Julius Ralph Davidson entworfene Haus am San Remo Drive Nummer 1550 wurde in den Jahren 1941/42 erbaut. 2016 kaufte es die deutsche Bundesregierung. Am 18. Juni 2018 wurde es als transatlantische Begegnungsstätte eröffnet.

## Geschichte

### Erste Kontakte der Familie Mann

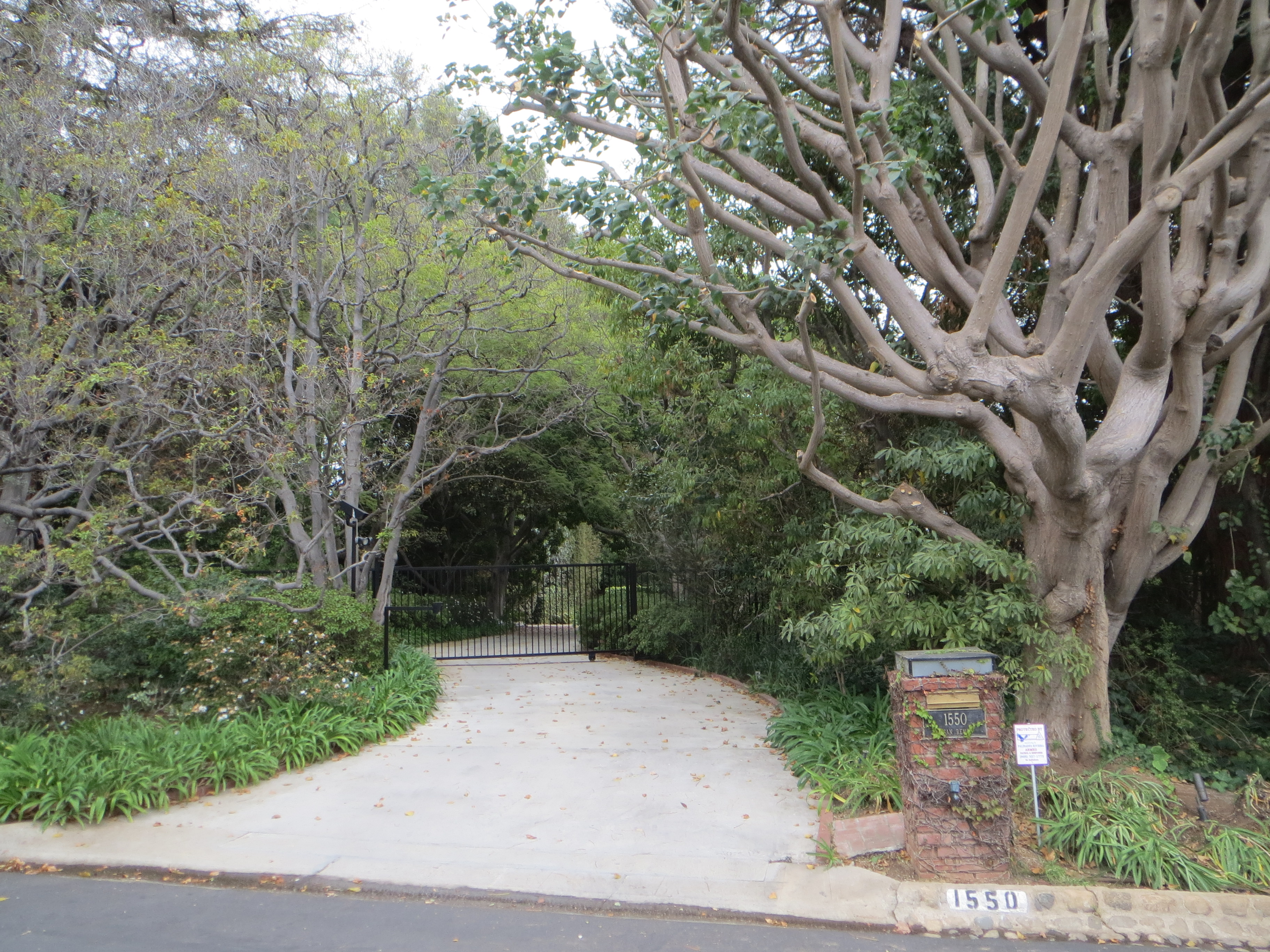
Zufahrt zum Grundstück (2014)

Das Thomas-Mann-Haus befindet sich im Riviera-District von Pacific Palisades, westlich von Los Angeles. Während der Zeit des Nationalsozialismus fanden viele deutschsprachige Emigranten Zuflucht in den USA. Kalifornien und insbesondere der Großraum Los Angeles wurden dabei für viele Künstler, Schriftsteller und Intellektuelle, aber auch für zahlreiche andere Emigranten zu einem bevorzugten Exil-Ort. Ebenfalls in Pacific Palisades befindet sich die Villa Aurora, in der Lion Feuchtwanger und seine Frau seit 1943 im Exil lebten.
Bei seinem Sommeraufenthalt 1940 in Brentwood entschied sich das Ehepaar Mann, nach Kalifornien zu ziehen. 1941 mietete es ein Haus oberhalb des Santa Monica Canyons. Sie kauften im selben Jahr ein rund 6000 m² großes Grundstück in Pacific Palisades, das zu einer Zitronenplantage gehörte. Ihnen war auch die heutige Villa Aurora zum Kauf angeboten worden, doch wünschten sie sich einen Neubau, der kleiner und wohnlicher sein sollte.

### Planung und Bauphase
Die architektonische Planung des Hauses gestaltete sich schwierig. Zwar kannte Thomas Mann den Architekten Richard Neutra persönlich – er hatte Mann 1938 auf einer architektonischen Führung durch Los Angeles begleitet und ihm dabei einige seiner Bauten gezeigt –, doch entschied Mann sich gegen ihn. Ihm sagte Neutras Baustil der Moderne nicht zu, in seinem Tagebuch nannte er ihn „[k]ubischer Glaskasten-Stil“. Als er im April 1938 Gast einer Party von Vicki Baum war, an der auch Neutra teilnahm, schüttelte er den Architekten gegenüber einem anderen Gast mit der Bemerkung ab: „Get that Neutra off my back.“ Mit dem Architekten Paul László konnte sich Thomas Mann nicht auf einen Plan für das Haus einigen, und auch die Vorschläge des ebenfalls als Architekt arbeitenden Frank Meline wurden im Oktober 1940 verworfen. Erika Manns Vorschlag, den Architekten Paul Lester Wiener zu beauftragen, wurde ebenfalls bald wieder fallengelassen.
Mann beauftragte Ende 1940 den Architekten Julius Ralph Davidson, der ihm am 4. Januar 1941 die ersten Pläne vorlegte. Der Neubau wurde Mann finanziell ermöglicht durch seine einträgliche Ehrenstellung als „Consultant in Germanic Literature“ an der Library of Congress, die ihm seine langjährige Briefpartnerin und Gönnerin Agnes E. Meyer 1941 verschaffte, und durch seine lukrative Vortragstätigkeit. Meyer bürgte auch für die Hypothek. An sie schrieb er am 20. November 1941 aus Washington: „Eben hören wir, dass das Haus in 4 Wochen bereit sein soll. Dieser Wohnsitz, kombiniert mit der Beziehung zur Library und der kulturellen Aufgabe, die mir damit in diesem Lande zugewachsen ist – ich kann mich wirklich glücklich preisen und empfinde tiefe Dankbarkeit.“
Die zweigeschossige Villa wurde zwischen Juni 1941 und Februar 1942 für 30.000 US-Dollar erbaut. Die Summe ist umstritten, weil Thomas Mann im April 1941 Davidsons Plan für ein Haus mit 30.000 Dollar zu teuer fand. Für Francis Nenik ergibt sich nach Durchsicht der Baurechnungen eine Summe von gut 26.000 Dollar. Ein solcher Preis war für diesen Teil von Pacific Palisades absolut üblich, zumal die örtliche Bauverordnung – je nach Lage – einen Mindestpreis für Neubauten von 12.500 bis 25.000 Dollar vorsah.
Die Baumaßnahmen wurden von dem deutschen Emigranten Ernst Moritz Schlesinger ausgeführt. Die Baupläne wurden dabei mehrfach überarbeitet, das Haus insgesamt verkleinert und darüber hinaus der vorgesehene Aufbau über der Garage sowie der geplante Kamin in Thomas Manns Arbeitszimmer weggelassen. Die Wohnfläche betrug schließlich knapp 400 m² im sogenannten International Style. Die Inneneinrichtung des Hauses übernahm der aus Berlin emigrierte Innenarchitekt Paul Huldschinsky. Im Erdgeschoss des langgestreckten Gebäudes befand sich unter anderem Thomas Manns Arbeitszimmer, dessen Holzvertäfelung und Bücherregale erhalten sind, und das Wohnzimmer mit großer Glasfront zum Garten. Im Obergeschoss dienten mehrere kleinere Räume als Schlafzimmer für das Ehepaar Mann und dessen Kinder. Zwischen der Inneren- und Äußeren Gestaltung des Hauses ergibt sich eine Diskrepanz, die beispielhaft für die Situation vieler Exilanten in Los Angeles gedeutet werden kann:
„In den unterschiedlichen Beiträgen, die Davidson und Huldschinsky zur Gestaltung des Hauses von Thomas Mann in Pacific Palisades geleistet haben, könnte man geradezu zwei Prinzipien des Exils am Werk sehen: In der Architektur die Anpassung an die neue kalifornische Welt, in der Innenausstattung der Versuch, das Verlorene, wie unvollständig auch immer, zu retten. Hier Assimilation, dort Rekonstruktion“, hielt der Journalist Heinrich Wefing fest.

### Leben der Manns in der Villa
Wegen der sieben auf dem Grundstück stehenden Palmen nannte Thomas Mann das Haus wie auch das gesamte Anwesen „Seven Palms“ (Sieben Palmen). Auch bei der Anlage des Gartens griff die Familie Mann auf einen Emigranten zurück. Der aus Battenfeld stammende und 1931 in die USA emigrierte Gärtner Theodor Löwenstein legte ihn 1942 für 1100 Dollar an. Neben seiner Arbeit als Gärtner fungierte Löwenstein zwischen 1936 und 1938 als Präsident des German Jewish Club of 1933.
In dem Haus schrieb Thomans Mann einige der später bedeutenden Werke, darunter den Roman Doktor Faustus und große Teile des vierten Bandes der Joseph-Tetralogie. Außerdem verfasste er zahlreiche politische Reden und Schriften, in denen Mann seine Gegnerschaft zum deutschen NS-Regime zum Ausdruck brachte, darunter ein Großteil seiner Radioansprachen Deutsche Hörer!. Ab 1948 lebte auch die Tochter Erika Mann im Haus.
Im Juni 1952 verließen Thomas und Katia Mann mit Erika das Haus und kehrten aus Enttäuschung über die amerikanische Nachkriegspolitik und den McCarthyismus in die Schweiz zurück. Dort hatten sie bereits zwischen 1933 und 1938 im Exil gelebt. Aus Zürich schrieb Mann seiner amerikanischen Gönnerin Agnes E. Meyer am 7. November 1952, besorgt um sein Ansehen in den Vereinigten Staaten: „Wir wollen zwar unser kalifornisches Haus, das uns längst zu groß geworden war, verkaufen (wenn wir einen anständigen Preis dafür bekommen). Aber nichts wünsche ich mir weniger, als dass drüben der Eindruck entstünde, dass ich Amerika den Rücken kehre. (…) Ich bleibe ja American citizen (…).“ Als Mann in Erlenbach ZH unter nach seiner Ansicht zu beengten Umständen lebte und sich darüber beklagte, dass in sein Arbeitszimmer nicht einmal ein Sofa passe, schrieb er im September 1953 an Agnes E. Meyer: „Ich vermisse mein kalifornisches Haus.“ Die Villa, „that home which I have come to love“, sah Thomas Mann nicht wieder.
Im September 1953 kaufte das amerikanische Rechtsanwaltsehepaar Chet und Jon Lappen das Haus für 50.000 Dollar. Die Familie fügte Anbauten hinzu, legte im Garten einen Swimmingpool an und lebte bis 2010 in dem Anwesen. Anschließend wurde das Haus für einige Jahre vermietet, blieb aber im Besitz der Familie Lappen.

### 2016: Kauf durch die deutsche Bundesregierung
Im Sommer 2016 stand das mangelhaft instand gehaltene Gebäude zum Verkauf, ohne dass auf die prominenten Vorbesitzer hingewiesen wurde. Der Abriss der Villa drohte. Herta Müller, Literaturnobelpreisträgerin wie Thomas Mann, und andere Schriftsteller warnten davor, dass ein wichtiger Ort für die deutsche Exilliteratur verloren zu gehen drohe. Politiker, darunter die Kulturstaatsministerin Monika Grütters und Frank-Walter Steinmeier als Außenminister, griffen den Vorschlag auf, das Gebäude in eine Stätte der Erinnerung und Begegnung zu verwandeln. Im November 2016 kaufte die deutsche Bundesregierung das Haus für rund 13 Millionen Dollar. Unterstützt wurden die sich lange hinziehenden Bemühungen der Bundesregierung zum Kauf von Bewohnern des Riviera-Viertels.

### 2017/2018: Umbau und Eröffnung als Begegnungsstätte
Im Jahr 2017 begannen die Umbauarbeiten, die etwa fünf Millionen Dollar kosteten. Das Gebäude wurde grundlegend saniert. Dabei blieb der Grundriss erhalten, außerdem das Arbeitszimmer Thomas Manns sowie Teile der Küche. Im Juli 2018 berichtete der Spiegel von Unruhe um das Haus, das akademische Programm und Genossenfilz. Das Resultat war eine Kontroverse bezüglich des Baus und der internen Strukturen des Vereins „Villa Aurora & Thomas Mann Haus“, dessen Geschäftsführerin Annette Rupp zur gleichen Zeit gekündigt hatte.
Im Hauptgebäude können bis zu fünf Stipendiaten des Thomas Mann Fellowship untergebracht werden. Finanziert werden die Stipendien von Stiftungen, zum einen Teil von der Bosch- und der Berthold Leibinger Stiftung, zum anderen von der Krupp-Stiftung.
Am 18. Juni 2018 wurde der Komplex von Bundespräsident Frank-Walter Steinmeier eröffnet. Die Eröffnung fiel in eine Phase der Spannungen zwischen Deutschland und den Vereinigten Staaten unter der ersten Präsidentschaft von Donald Trump. Steinmeier sagte: „Das Ringen um Demokratie, das Ringen um eine freie und offene Gesellschaft ist das, was uns, die Vereinigten Staaten und Deutschland, auch weiterhin verbinden wird.“ Von den Nachkommen Katia und Thomas Manns nahm deren Enkel Frido Mann an der Eröffnung teil. Er hatte Teile seiner Kindheit in dem Haus verbracht.

### 2025: Schließung wegen Waldbränden in Kalifornien und Wiedereröffnung
Nach den Waldbränden in Kalifornien im Januar 2025 wurde das Thomas-Mann-Haus zunächst geschlossen. Die Wiedereröffnung erfolgte mit regelmäßigen Veranstaltungen sowie das Fellowship-Programm konnten im Thomas Mann House im Juni 2025 zum 150. Geburtstag von Thomas Mann stattfinden.

## Nutzungen
Das Thomas-Mann-Haus wird aus Mitteln des Auswärtigen Amtes, der Beauftragten der Bundesregierung für Kultur und Medien sowie aus Stiftungsgeldern finanziert. Die Programmplanung liegt in der Verantwortung des Vereins Villa Aurora & Thomas Mann House (VATMH). Das Haus bietet ein Residenzprogramm für alle hierher delegierten Stipendiaten. Ziel ist es, „Gelegenheit zum Austausch untereinander und mit dem Gastland über die großen Fragen unserer Zeit“ zu geben. Eine Konferenz zum Thema The Struggle for Democracy bildete am 19. Juni 2018 den Auftakt. Im Mai 2022 trat Benno Herz als Nachfolger von Nikolai Blaumer als neuer Programmdirektor an. Im April 2023 wurde das Team in Los Angeles um Oliver Hartmann als Direktor erweitert.
Seit der Eröffnung des Hauses im Juni 2018 wurde unter Programmdirektor Nikolai Blaumer und später seinem Nachfolger Benno Herz eine Vielzahl unterschiedlicher Programme erarbeitet: Konferenzen, Lesungen, Konzerte und Diskussionen, die in Anlehnung an die Forschungsprojekte der Stipendiaten mit verschiedenen Partnerinstitutionen in den Vereinigten Staaten und in Deutschland ausgetragen werden.
2019 fand unter anderem die mehrtägige Konferenz Moral Code – Ethics in the Digital Age an der University of California, Los Angeles statt. Stipendiat Damian Borth diskutierte mit amerikanischen Wissenschaftlern neue Wege der Kommunikation und die moralischen Auswirkungen der Nutzung digitaler Technologien. Neben akademischen Diskursen werden kulturelle und politische Fragestellungen im Programm des Hauses verfolgt.
In Kooperation mit dem Deutschlandfunk und der Süddeutschen Zeitung begann im Oktober 2019 die Serie 55 Voices for Democracy. Die Vortragsreihe knüpft an die 55 BBC-Radioansprachen (Deutsche Hörer!) an, in denen sich Thomas Mann während des Zweiten Weltkrieges von seinem Haus in Kalifornien aus an Hörer in Deutschland, der Schweiz, Schweden, den besetzten Niederlanden und Tschechien wandte. Intellektuelle, Wissenschaftler und Künstler halten vom Thomas-Mann-Haus aus Ansprachen, in denen sie ihre Ideen für die Erneuerung der Demokratie vorstellen, darunter der Politikwissenschaftler Francis Fukuyama, die Soziologen Ananya Roy, Andreas Reckwitz und Jutta Allmendinger, der Germanist Jan Philipp Reemtsma, die US-amerikanische Schriftstellerin Alexandra Kleeman, der Politikwissenschaftler Jan-Werner Müller sowie der Historiker Timothy Snyder. Parallel dazu wurde in Kooperation mit dem Literaturmagazin Los Angeles Review of Books eine Podcast-Reihe ins Leben gerufen, bei der die Moderatoren Tom Zoellner und Aida Baghernejad mit deutschen, US-amerikanischen und internationalen Künstlern, Wissenschaftlern und Intellektuellen wie Rebecca Solnit, Daniel Kehlmann, Chantal Mouffe, Craig Calhoun, Raul Krauthausen und Teresa Bücker sowie Fellows des Thomas-Mann-Hauses wie Mohamed Amjahid und Christine Landfried über ihre Bezüge zum demokratischen Diskurs und zum Wirken Thomas Manns diskutieren.
Im April 2020 startete das Thomas Mann House gemeinsam mit dem S. Fischer Verlag die Initiative #MutuallyMann. Online wurde zur gemeinsamen Lektüre von Thomas Manns Novelle Mario und der Zauberer und seinem Vortrag Deutschland und die Deutschen aufgerufen, an der sich Journalisten, Autoren und Wissenschaftler beteiligten. Die im Mai 2020 begonnene Reihe #Mann’s LA erkundet Thomas Manns Los Angeles und seine Verbindungen zur Gegenwart.